# Tramwaje w San Luis Potosí
Tramwaje w San Luis Potosí − zlikwidowany system komunikacji tramwajowej w meksykańskim mieście San Luis Potosí.

## Historia
Tramwaje konne w San Luis Potosí uruchomiono przed 1889. Wówczas w mieście było 11,8 km tras o szerokości toru 914 mm. W 1907 w San Luis Potosí było już 28 km tras. Operatorem sieci była spółka Compañía Limitada de Tranvías de San Luis Potosí, która między 1889  1907 kilku krotnie zamawiała nowe tramwaje w firmie JG Brill. 9 listopada 1912 zamówiono w English Electric Co. 20 tramwajów elektrycznych w tym 15 wagonów zwykłych oraz 5 otwartych. Zamówienie to zostało później skierowane do American Car Co.. Tramwaje te miały kursować po torach o szerokości 1000 mm. Pierwsze jazdy testowe rozpoczęły się 10 stycznia 1914, a oficjalne otwarcie nastąpiło 14 lutego. Po elektryfikacji linii tramwajów konnych wagony dotychczas obsługujące ruch na liniach niezelektryfikowanych wykorzystywano jako wagony doczepne do tramwajów elektrycznych. 5 października 1931 zostały zlikwidowane ostatnie tramwaje należące do spółki Compañía Limitada de Tranvías de San Luis Potosí, a 7 kwietnia 1932 zlikwidowano ostatnie tramwaje należące do miasta. 